# Istenszülő elszenderedése templom (Lippa)
A lippai Istenszülő elszenderedése templom műemlékké nyilvánított épület Romániában, Arad megyében. A romániai műemlékek jegyzékében az  AR-II-a-A-00620 sorszámon szerepel.